# 김명규 (발레리노)
김명규(1988년 9월 7일 ~ )은 대한민국의 발레리노이다

## 학력
- 전주완산초등학교
- 전주풍남중학교 졸업
- 전주예술고등학교 무용학과 졸업
- 한국예술종합학교 무용원 발레 학사